# Oficina salitrera
Oficina salitrera je ime koje su nosila razna vadilišta salitre u današnjim čilskim regijama Tarapaci i Antofagasti.

## Povijest
Te su dvije regije gospodarski cvale od 1842. godine kad se otkrilo za što salitra može biti korisna, sve do 1930-ih, kad se izumilo tehnologiju kojom se proizvodilo sintetsku salitru.
Zapošljavale su tisuće radnika koji su u te krajeve došli iz svih krajeva Čilea, zatim iz Bolivije, Perua i Argentine.
Vlasnici su bili raznih nacionalnosti: Peruanci, Bolivijci, Španjolci, Francuzi, Nijemci, Čileanci, Englezi, Talijani, Hrvati

## Popis oficina salitrera

### Tarapacá
| - 10 de septiembre - Abra (ex Napired) - Agua Santa - Aguada - Alianza - Amelia (ex Dibujo) - Angela - Anita - Aragón - Argentina - Asturias (Pelayo+Covadonga. Ex Reducto+Huascar) - Aurora (ex Silencio) - Aurrerá - Barcelona - Bellavista - Buen Retiro - Buenaventura - Cala Cala (ex Independencia + Colombia) - California - Camiña (ex Saca si Puedes) - Carmen Bajo - Carolina - Carpas (ex Nueva Noria) - Centro Lagunas - Chacabuco - Cholita - Compañía - Cóndor - Constancia - Coruña - Cruz de Zapiga - Democracia - Elena - Enriqueta (ex Sta. Rosa de Zapiga) - Esmeralda - Felisa - Franka - Gloria - Hervatska | - Humberstone (ex La Palma) - Iquique - Irene - Iris - Jazpampa - Josefina - Keryma - La Granja - La Patria - La Perla - La Serena - Limeña - Los Pirineos - Mapocho - Marousia - Mercedes - Nena Vilana - North Lagunas - Paccha - Palacio Industrial - Pan de Azúcar - Paposo - Pampa Union - Peña Chica - Peña Grande (Fuerte Baquedano) - Peruana - Planta de Potasa - Pontevedra (ex Santa Clara) - Porvenir - Primitiva - Progreso - Providencia - Puntilla de Huara - Puntuchara - Ramíez - Recuerdo - Resurrección - Rosario de Huara - Sacramento - Salvadora | - San Agustín - San Antonio de Zapiga - San Donato - San Enrique - San Francisco - San Jorge - San José - San Lorenzo - San Manuel - San Pablo - San Patricio - San Pedro - San Remígio - Santa Ana - Santa Catalina - Santa Elena - Santa Laura - Santa Lucía - Santa Rita - Santa Rosa de Huara - Santiago - Sara (ex San Esteban) - Sebastopol - Slavia (ex Rosario de Negreiros) - Slavonia - Solferino - South Lagunas - Tarapacá - Tránsito - Tres Marías - Trinidad - Unión - Valparaíso - Veranees - Victoria - Victoria (ex Brac) - Vigo - Virginia - Vis |

### Antofagasta
| - Abra - Aconcagua - Agustín Edwars - Alberto Bascuñán (ex Delaware) - Alemania - Algorta (ex H. Astoreca) - Angamos - Anibal Pinto - Araucana - Arturo Prat - Atacama - Augusta Victoria - Aurelia - Ausonia - Avanzada - Ballena - Blanco Encalada - Bonasort - Britania - Buena Esperanza - Carmelo - Castilla - Catalina del Sur - Caupolicán (ex Alianza) - Cecilia - Celia - Chacabuco - Chile - Cobija - Cochrane (ex Pissis) | - Concepción - Condell - Cota - Coya Sur - Curicó - Delaware (ex Carolina) - Domeyko (ex Carrera) - Dominador - Empresa - Ercilla - Esperanza - Eugenia - Filomena - Flor de Chile - Francisco Puelma - Ghizela - Gmo. Matta - Grutas - Iberia - Joaquín Pérez - José Antonio Moreno (ex Lagunas de Taltal) - José Francisco Vergara - José Santos Ossa - La Americana - Lautaro - Leonor - Lilita - Lina - Los Dones - Luisis - María | - María Elena (ex Coya Norte). - María Teresa - Miraflores - O'Higgins - Oriente - Pampa Rica - Pedro de Valdivia - Pepita - Peregrina - Perseverancia - Petronila - Portezuelo - Prosperidad - Renacimiento (ex San Gregorio) - Rica Aventura - Rosario - Santa Adela - Salinitas - San Andrés - San Martín (ex Valparaíso) - Santa Fe - Santa Isabel - Santa Luisa - Savona - Severin - Sudamericana - Tranque Sloman - Tricolor - Unión - Yugoslavia (ex Cristiana) |

## Vanjske poveznice
- Álbum Desierto